# Ferdinando Piretti

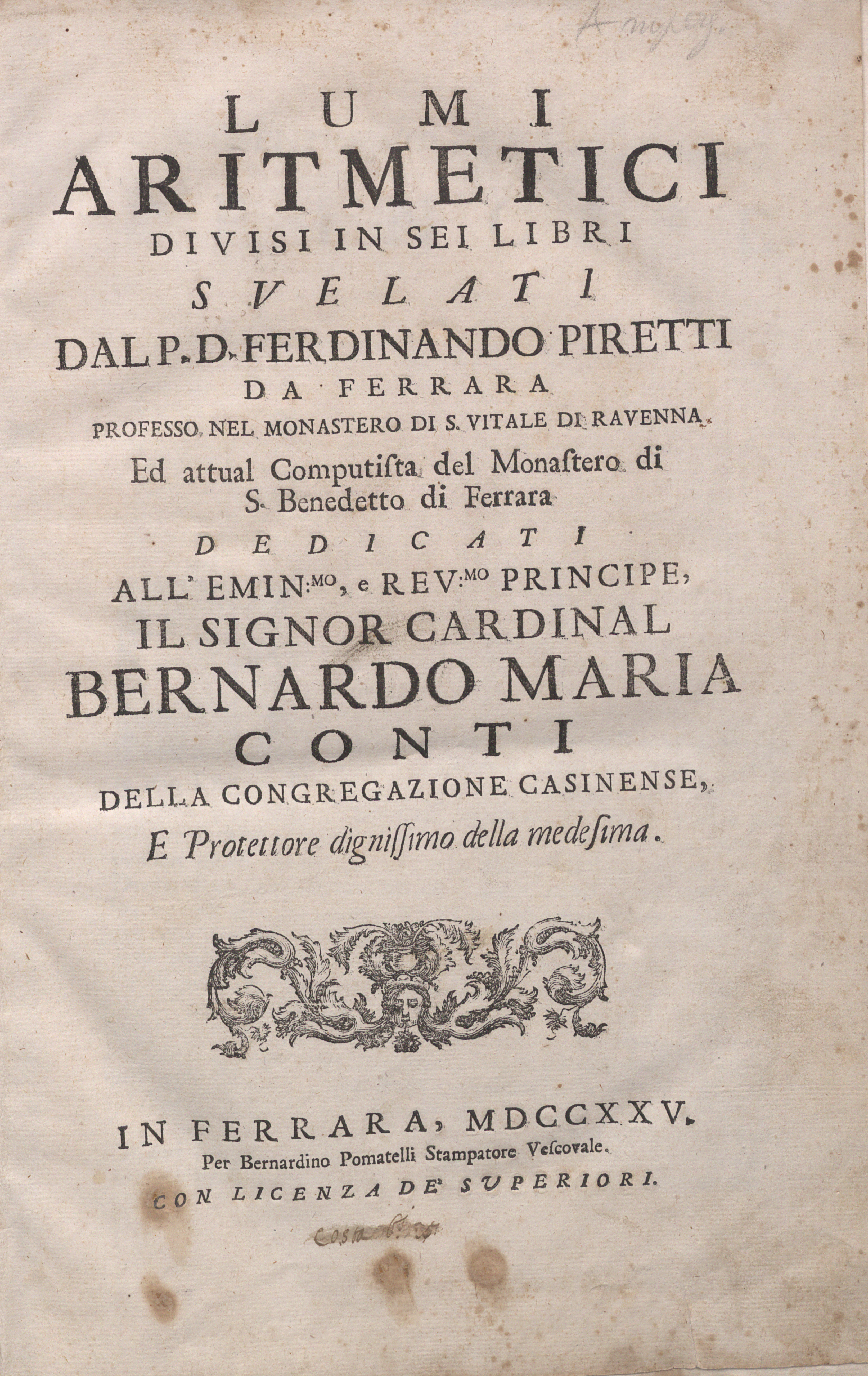
Lumi aritmetici, 1725

Ferdinando Piretti (XVII secolo – XVIII secolo) è stato un matematico italiano. Fu "professo" nel monastero di san Vitale di Ravenna e cosmopolita del monastero di san Benedetto a Ferrara.

## Opere
- Ferdinando Piretti, Lumi aritmetici, Ferrara, Bernardino Pomatelli, 1725. URL consultato il 19 giugno 2015.